# Filippo Savini
Filippo Savini (Faenza, 2 mei 1985) is een Italiaans wielrenner die rijdt voor Ceramica Flaminia-Fondriest. In 2006 reed hij een paar aansprekende resultaten, waardoor hij een contract verdiende bij CSF Group Navigare. In de Ronde van Langkawi 2008 won hij de achtste etappe.

## Belangrijkste overwinningen
2008
- 8e etappe Ronde van Langkawi
- 4e etappe International Presidency Turkey Tour

2011
- 3e etappe Ronde van Castilië en León

## Resultaten in voornaamste wedstrijden
| Jaar | Ronde van Italië | Ronde van Frankrijk | Ronde van Spanje |
| ---- | ---------------- | ------------------- | ---------------- |
| 2008 | opgave           |                     |                  |
| 2011 | opgave           |                     |                  |

| Jaar | Milaan-San Remo |
| ---- | --------------- |
| 2008 | 125e            |
| 2011 |                 |